# Robbins' tapaculo
Robbins' tapaculo (Scytalopus robbinsi) is een zangvogel uit de familie Rhinocryptidae (tapaculo's). Het is een endemische soort in Ecuador. De vogel werd in 1997 geldig beschreven en vernoemd naar de Amerikaanse ornitholoog Mark B. Robbins, die de eerste geluidsopnamen van de vogel maakte.

## Herkenning
De vogel is 11 cm lang. Het is een kleine, grijsblauwe vogel met een kort opgewipte donkere staart en een (voor een tapaculo) relatief dikke zwarte snavel. De nek, rug, vleugels, staart en stuit zijn donkerbruin. De flanken zijn bruin gestreept.

## Verspreiding en leefgebied
Deze soort is endemisch in zuidwestelijk Ecuador in een smalle zone van de westelijke uitlopers van de Andes in de provincies El Oro en Azuay. Het leefgebied bestaat uit de ondergroei van vochtig, natuurlijk bos in heuvelland op 700 tot 1250 m boven zeeniveau.

## Status
Robbins' tapaculo heeft een beperkt verspreidingsgebied en daardoor is de kans op uitsterven aanwezig. De grootte van de populatie werd in 2018 door BirdLife International geschat op 1900-5000 volwassen individuen en de populatie-aantallen nemen af door habitatverlies. Het leefgebied wordt aangetast door ontbossing waarbij natuurlijk bos wordt omgezet in gebied voor agrarisch gebruik. Om deze redenen staat deze soort als bedreigd op de Rode Lijst van de IUCN.